# Neocynodesmus
Neocynodesmus es un género extinto de mamífero carnívoro de la familia de los Canidae que vivió en América del Norte desde el Oligoceno al Mioceno hace entre  30,8—20,6 millones de años.

## Taxonomía
Neocynodesmus fue nombrado por Macdonald (1963). Fue asignado a los Canidae por Macdonald (1963) y Carroll (1988).